# Ophthalmotilapia boops
Ophthalmotilapia boops е вид лъчеперка от семейство Цихлиди (Cichlidae).

## Разпространение
Видът е разпространен в Замбия и Танзания.